# 清源山摩崖石刻
24°56′47″N 118°35′55″E / 24.94639°N 118.59861°E
清源山摩崖石刻位于中国福建省泉州市丰泽区清源山上，2001年被列为福建省文物保护单位。
清源山石刻遍布全山，主要分布在清源洞、赐恩岩、弥陀岩、碧霄岩、瑞像岩、南台岩和清源古道上，共计五百余方，年代从唐会昌三年（843年）至现代，内容极为广泛，书体则纂、隶、楷、行、草皆备。
- 南宋林奭题“寿”，位于碧霄岩旁
- 明庄一俊题“泉窟”，位于巢云岩旁瀑布